# Xã Pike, Quận Stark, Ohio
Xã Pike (tiếng Anh: Pike Township) là một xã thuộc quận Stark, tiểu bang Ohio, Hoa Kỳ. Năm 2010, dân số của xã này là 3.961 người.